# Újezd u Přelouče
Újezd u Přelouče là một làng thuộc huyện Pardubice, vùng Pardubický, Cộng hòa Séc.